# Steingrubenkogel (Venedigergruppe)
Der Steingrubenkogel, auch Steingrubenkopf (3228 m ü. A.), ist ein Berggipfel des Maurerkamms in der Venedigergruppe in Osttirol (Österreich). Er liegt im Gemeindegebiet von Prägraten am Großvenediger. Benachbarte Gipfel sind das Malhamhorn im Nordosten und der Quirl im Westen.

## Lage
Der Steingrubenkogel ist ein Felsmassiv im abklingenden, südlichen Maurerkamm. Er befindet sich nördlich der Steingrube und nordwestlich der Hohen Grube, zwei Kare, die zum Umbaltal abfallen. Die gewaltige Nordwestwand des Steingrubenkogel trägt den Namen Muswand und grenzt das Gubachkees nach Süden ab. Der Südostgrat trennt die Steingrube von der Hohen Grube und führt bis zum Schinakel (2874 m ü. A.). Im Nordostgrat trennt die Malhamscharte (3096 m ü. A.) den Steingrubenkogel vom nordöstlich gelegenen Malhamhorn (3168 m ü. A.).

## Aufstiegsmöglichkeiten
Der Steingrubenkogel wurde erstmals am 15. Juli 1904 von I. Hechenbleikner und E. Franzelin bestiegen, wobei sie den Gipfel teilweise über den Nordostgrat erreichten. Als Abstieg wählten sie den Ostabstieg. Noch im selben Jahr wählten A. Langbein und O. Stroß für den Aufstieg den Südostgrat bzw. die Muswandschneide.
Der Normalweg auf den Steingrubenkogel führt von der Clarahütte am Hüttensteig rund zwei Kilometer talauswärts bis zum Reggenbachfall. Ab hier folgt der Aufstieg rechts des Baches über Grashänge nordseitig und weglos bis in das Kar der Hohen Grube. Westlich des größten Sees folgt der Aufstieg in eine Mulde zwischen dem Schinakel und dem Südostgrat des Steingrubenkogels, bevor man auf dem Südostgrat die Muswandschneid (3115 m ü. A.) erreicht. Danach erfolgt der Schlussanstieg unschwierig und zuletzt über einige Felsblöcke zum Gipfel. Der Nordostgrat des Steingrubenkogels weist hingegen Kletterstellen (II) auf.